# Macaque à face rouge
Macaca arctoides · Macaque brun
 (novembre 2011).
Espèce
Statut de conservation UICN

 VU A3cd+4cd : Vulnérable
Statut CITES
Le macaque à face rouge ou macaque brun (Macaca arctoides) est un singe catarhinien de la famille de cercopithécidés.
Il est aussi appelé très souvent macaque ours suivant certaines publications.

## Caractéristiques générales
Ce macaque est relativement massif et de mœurs surtout terrestres.
La fourrure du macaque à face rouge, assez dense sur le dos, est de pigmentation variable allant du fauve au brun foncé. Sur le torse et l'abdomen, au contraire le pelage est diffus, laissant paraître la peau parfois ornée de taches rougeâtres. Il diffère visuellement de tous les autres macaques par plusieurs traits caractéristiques. La peau du visage prend chez l'adulte des colorations diverses à fortes tonalités rouges vin à noires. Cette peau s'émaille à la maturité sexuelle de sortes de boursouflures qui peuvent parfois complètement déformer le faciès et le front devient quasiment chauve. La queue extrêmement réduite est à l'état de reliquat. Le petit revêt à la naissance un pelage presque blanc extrêmement tranché par rapport à celui des adultes ainsi qu'une forte odeur musquée.

## Reproduction

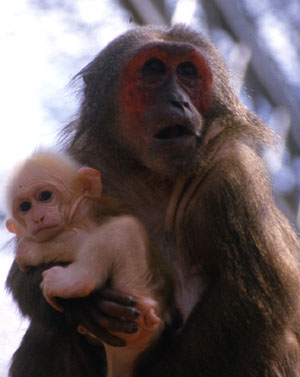
Une femelle Macaca arctoides avec son nouveau-né.

Les femelles macaques bruns, contrairement à beaucoup d'autres espèces de macaques n'ont pas de gonflement de la zone uro-génitale lors de leur œstrus. Les mâles de haut rang hiérarchique s'engagent pourtant davantage dans des comportements sexuels lors des phases péri-ovulatoires que dans toute autre phase du cycle menstruel. Ils sont capables de détecter l'odeur d'un composé chimique dans les sécrétions vaginales des femelles qui leur indique à quelle phase du cycle elles se situent.
La durée moyenne de la gestation est de 177 jours et le taux de masculinité à la naissance est de 1,38. Les avortements représentent 26 % de l'ensemble des gestations et le taux de mortalité avant un an avoisine les 20 %. Les femelles deviennent sexuellement matures peu avant 4 ans.

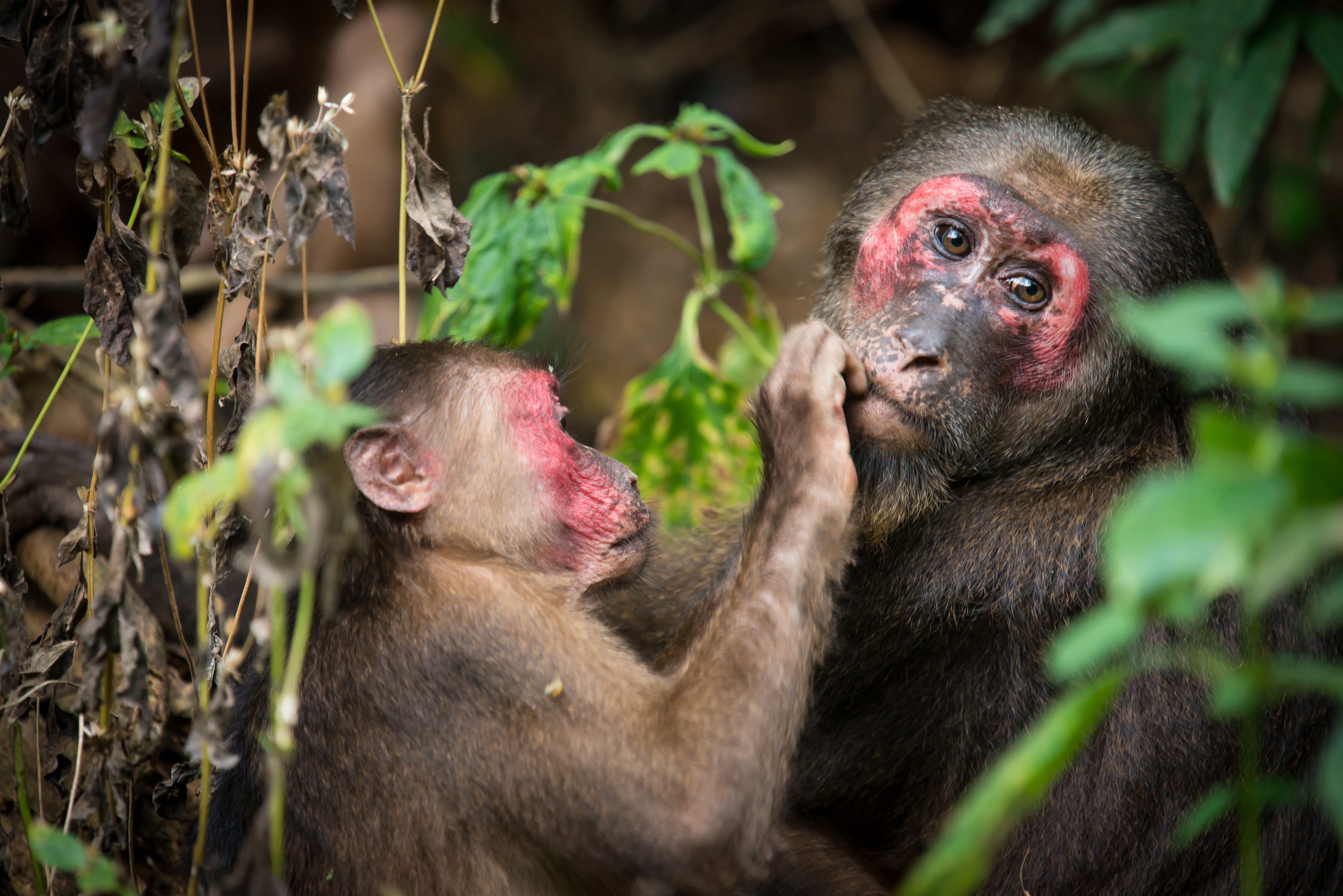
Une femelle macaque à face rouge et son jeune, parc national de Kaeng Krachan, Thaïlande

Les premiers jours de la naissance, la femelle macaque à face rouge tient fermement son petit dans ses bras ; ensuite le petit s'agrippe solidement au ventre de sa mère avec des pieds et ses mains, puis il apprend progressivement à se déplacer seul. Le jeune singe commence à manger une nourriture solide à partir de 2 mois mais il continue à boire le lait maternelle pendant 14 à 18 mois. Les jeunes macaques peuvent vivre indépendants dès l'âge de 6 mois.
Chez le macaque ours la reproduction n'est pas clairement saisonnière, mais ce caractère de saisonnalité est susceptible d'être assez variable en fonction du lieu de vie et de la disponibilité des ressources pour les groupes considérés. Dans la partie la plus septentrionale de l'aire de répartition, en Chine, dans la province du Yunnan, un léger pic de naissance a lieu en mai-juin, ce qui correspond à une saison d'accouplement d'octobre à novembre. En revanche, chez les animaux captifs, aucune trace de saisonnalité dans la reproduction n'a pu être décelée.

## Organisation sociale

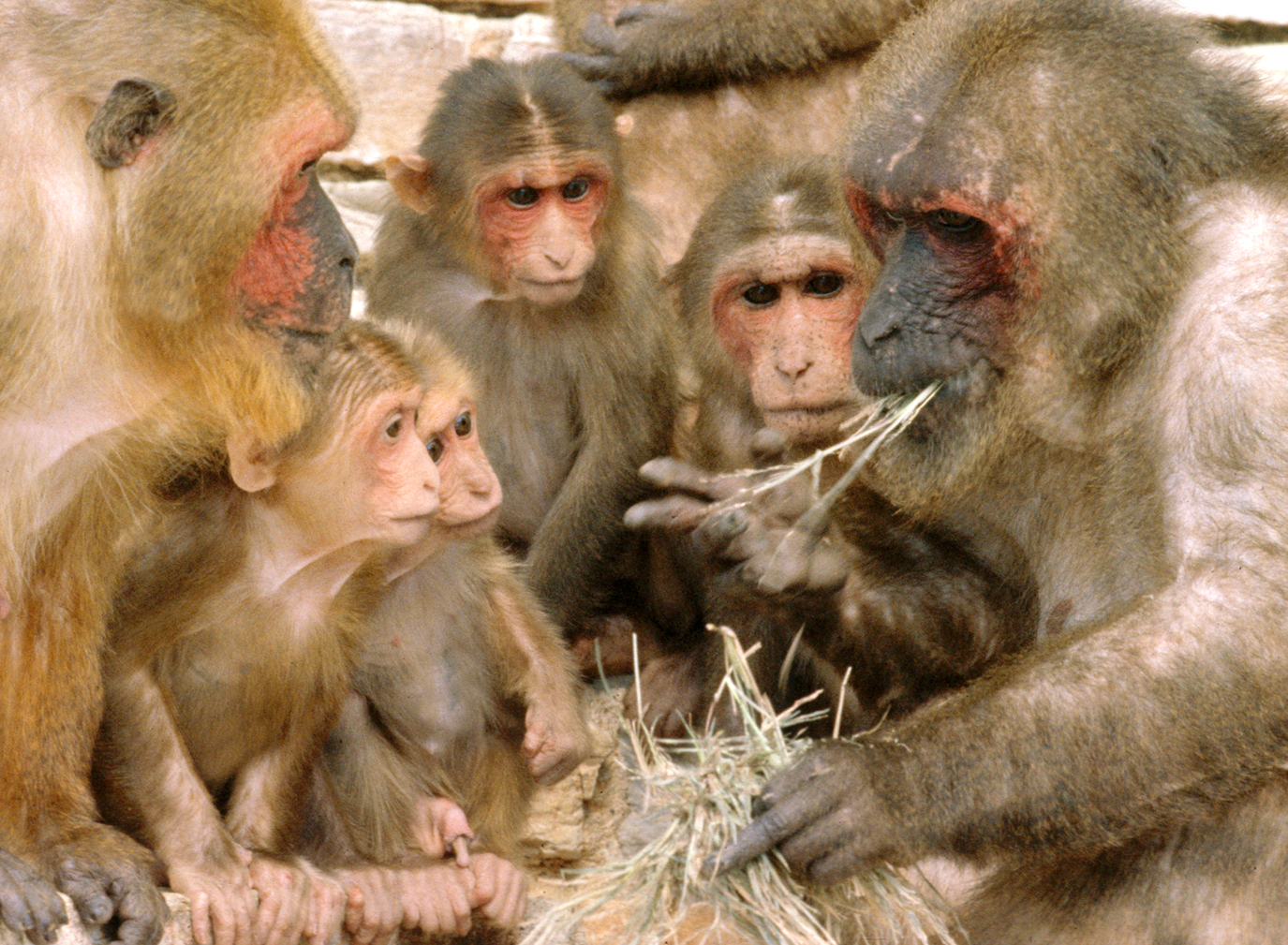
Groupe de macaques bruns présentant plusieurs individus d'âges différents.

Le macaque a face rouge vit et se déplace en bandes de 20 à 40 individus, voire jusqu'à 100 individus. Chaque bande, menée par le mâle le plus fort, règne sur un territoire qu'elle parcourt la journée via la cime des arbres pour y trouver de la nourriture.

## Mensurations
Poids
- Mâle : 10 à 15 kg
- Femelle : 7,5 à 9 kg

Taille
- Longueur tête + corps :
  - Mâle : 535 à 625 mm
  - Femelle : 490 à 525 mm
- Longueur de la queue :
  - Mâle : 15 à 80 mm
  - Femelle : 15 à 60 mm

## Habitat
La plupart des études menées sur le macaque ours semblent concorder sur le fait que cette espèce se restreint aux forêts denses persistantes et leurs environs immédiats. Les forêts de bambous, les forêts secondaires mixtes avec du bambou ou les forêts mixtes semi-persistantes peuvent aussi constituer un habitat naturel pour le macaque ours.
Dans l'aire géographique allant de l'Inde à la Thaïlande en passant par la Chine où vit cette espèce de macaque, le climat varie du tropical au subtropical. Une migration d'altitude est possible dans le nord-est indien et le Myanmar. La répartition altitudinale du macaque ours s'échelonne de 75 à 2800 m. Cette espèce se déplace et se nourrit essentiellement au sol.

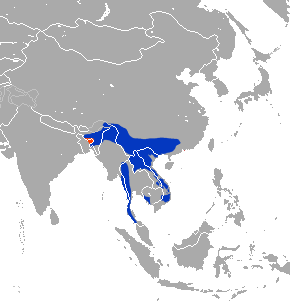
Aire de répartition des macaques à face rouge

## Nutrition
Le matériel végétal constitue la majeure partie du régime alimentaire du macaque ours. Celui-ci consomme des fruits, des graines, des fleurs, des feuilles et des racines. En Thaïlande péninsulaire, le macaque ours peut consommer au moins 13 espèces de plantes différentes et au moins 22 dans le Yunnan en Chine. En plus de cette nourriture sauvage, ce macaque peut aussi s'attaquer à au moins 18 espèces de plantes cultivées. La nourriture consommée est généralement stockée dans les abajoues et mâchée hors du lieu de collecte.
En plus de cette nourriture végétale, les macaques ours peuvent aussi consommer épisodiquement dans leur milieu naturel des insectes (imagos et larves ), des araignées, des vers, des crabes et des escargots d'eau douce, des grenouilles, des lézards, des oiseaux et des œufs ainsi que de petits rongeurs.
Les habitudes alimentaires du macaque ours le rendent très vulnérables aux infestations par les vers nématodes au niveau gastro-intestinal.
Parfois des bandes de singes macaques à face rouge causent des dégâts importants dans les champs de maïs, dans les bananeraies...

## Population

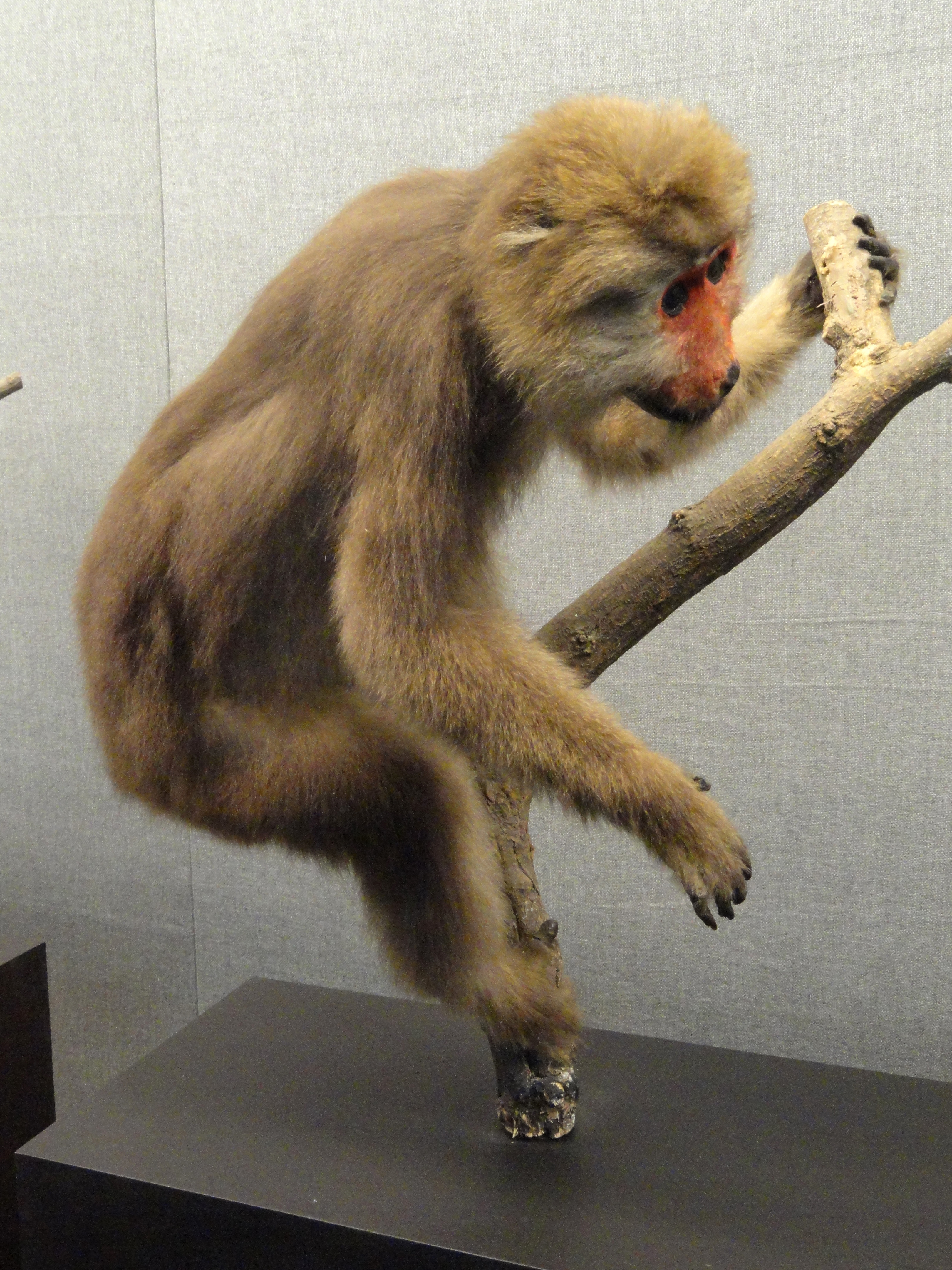
Macaca arctoides. Pièce de taxidermie au Musée d'Histoire Naturelle de Zoologie de Kunming, province du Yunnan (Chine).

Le macaque ours est surtout présent dans les franges nord (Chine) et sud (Thaïlande péninsulaire) de son aire de répartition. Les forêts semi persistantes, majoritaires en Asie du sud-est continentale (Myanmar, Laos, Cambodge et Thaïlande continentale) ne favorisent pas l'épanouissement de grandes populations.
Cette espèce a subi une forte régression de ses effectifs durant le XXe siècle. Un rapport de 1933 mentionne que le macaque ours est très commun dans l'est de l'Inde, mais des études plus récentes attestent qu'il est maintenant devenu rare non seulement dans cette région, mais également au Bangladesh et en Thaïlande. La population chinoise totale du macaque ours était estimée en 1988 entre 70000 et 90000 individus. La dégradation de l'habitat forestier, de plus en plus morcelé, menace gravement la survie de cette espèce à l'état sauvage. L'UICN répertorie le macaque ours parmi les espèces vulnérables sur le plan de la conservation.

### Sources externes
- (en) CITES : Macaca arctoides (I. Geoffroy, 1831)  (+ répartition sur Species+) (consulté le 22 mai 2015)
- (fr) CITES : taxon  Macaca arctoides (sur le site du ministère français de l'Écologie) (consulté le 22 mai 2015)
- (en) Mammal Species of the World (3e  éd., 2005) :  Macaca arctoides   (I. Geoffroy, 1831) (consulté le 31 août 2014)
- (en) UICN : espèce Macaca arctoides (I. Geoffroy, 1831) (consulté le 22 mai 2015)